# Leopoldo Máximo Falicov
Leopoldo Máximo Falicov (Buenos Aires, 24 de junho de 1933 – 24 de janeiro de 1995) foi um físico teórico argentino, especialista em física da matéria condensada.

## Vida
Falicov nasceu em Buenos Aires de pais de origem judaica da Europa Oriental. Seu pai, Isaías Félix Falicov, era argentino e 
sua mãe, Dora Samoilovich, emigrou para a Argentina quando criança.
Falicov frequentou o Colegio Nacional de Buenos Aires e depois a Escola de Engenharia e Ciências naturais da Universidade de Buenos Aires, onde obteve o diploma em química em 1957. Em 1958 obteve graduação em física no então recentemente criado Instituto de Física, depois conhecido como Instituto Balseiro. Obteve um Ph.D. em física na Universidade de Cambridge em 1959, orientado por Volker Heine. Foi depois professor da Universidade de Chicago.
Em 1969 foi para a Universidade da Califórnia em Berkeley.
Falicov foi membro da Academia Nacional de Ciências dos Estados Unidos, da Real Academia Dinamarquesa de Ciências e Letras e da Academia Nacional de Ciencias Exactas, Fisicas y Naturales. Foi fellow da American Physical Society, do Institute of Physics e da TWAS.